# Landulfo II de Capua
Landulfo II (c.825 - 879) fue Obispo y Gastald (Conde) de Capua. 
Era el más joven de los cuatro hijos de Landulfo I, gastald de Capua. Cuando era joven ingresó en la Iglesia. Cuando su padre murió, su hermano mayor, Lando, lo sucedió.
A la muerte de Paulino, Obispo de Capua, el conde Lando nombró a su hermano Landulfo obispo de esa ciudad. Lando murió en el año 861 y su joven hijo, Lando II murió en unos meses, siendo sucedido por su tío y hermano mayor de Landulfo, Pando. Pando también murió poco después y estalló una crisis sucesoria. El hijo de Pando, Pandenulfo fue apartado de la sucesión y Landulfo, a pesar de su posición episcopal, se apoderó del trono de Capua en el año 863. Pronto fue reconocido por Lamberto de Spoleto. En el año 866 el obispo-conde fue atacado por el emperador Luis II el Joven, pero se negó a participar en la rebelión contra él liderada por Adelchis de Benevento en el año 871. A la muerte del emperador Luis (875), quien había establecido la paz entre los cristianos de Mezzogiorno, Landulfo se alió con los sarracenos de Sicilia, pero en el año 877 el Papa Juan VIII lo convenció de que abandonará esa alianza y se uniera a los cristianos contra los musulmanes. Pasó los años siguientes defendiendo la costa de Amalfi con su navío personal a cambio de tributo. Murió en el año 879, todavía conde de Capua, y estalló una nueva crisis sucesoria. En la crónica de Erchemperto, de quien fue contemporáneo, es considerado un terrible villano.